# Edmond Mouele
Edmond Mouele (Libreville, 18 de fevereiro de 1982) é um futebolista profissional gabonense que atua como defensor.

## Carreira
Edmond Mouele fez parte do elenco da Seleção Gabonense de Futebol na Campeonato Africano das Nações de 2012.